# Bread
Bread est un groupe américain, de folk rock originaire de Los Angeles, en Californie. Ils étaient l'un des groupes de rock les plus populaires du début des années 1970 et furent un exemple du courant qui fut appelé plus tard soft rock.

## Historique

### Premières périodes

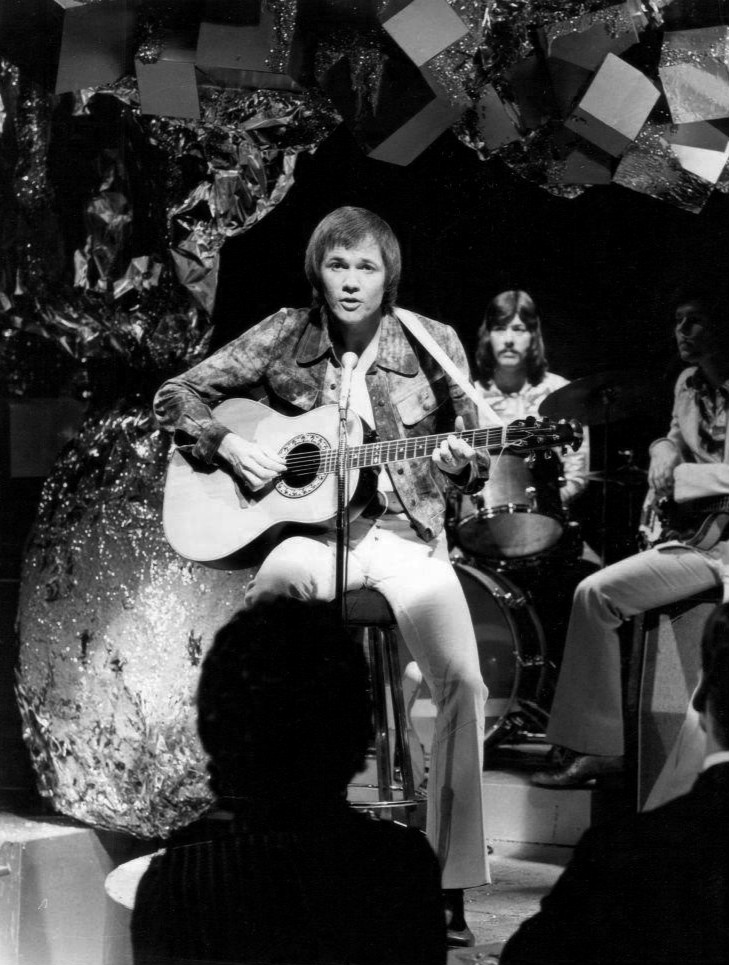
David Gates et Bread en 1973.

Le groupe était composé de David Gates (chant, guitare, basse, claviers, violon, alto, percussions), Jimmy Griffin (chant, guitare, claviers, percussions), Robb Royer (basse, guitare, flute, claviers, percussions, flute à bec, chœurs), Mike Botts (batterie ; a rejoint le groupe en 1970), et Larry Knechtel (basse, guitare, claviers, harmonica ; a remplacé Royer en 1971).
Auteur, compositeur et interprète des plus grands succès de Bread, David Gates œuvrait dans le monde musical depuis le début des années 1960 à titre de producteur, arrangeur et compositeur, soit bien avant la fondation de Bread. Avant de joindre Bread, David Gates jouait avec The Glaciers, formé de Leon Russell, Carol Kaye, Glen Campbell, Bill Pitman, Hal Blane, Irving Ashby et Ray Pohlman, ils ont produit un album en 1964 intitulé From Sea to Ski. Le talent de mélodiste de David Gates a rapidement été reconnu, si bien que ce sont ses compositions qui établirent la marque de commerce du groupe. Peu à peu, un climat de tension s'installa entre lui et Jimmy Griffin, dont le style musical était plus rock que soft rock. 
Après la dissolution du groupe en 1972, David Gates connait quelques succès dans le cadre d'une carrière solo, mais ne parvint jamais à obtenir la gloire de ses années passées au sein du groupe Bread. En 1977, il devient le producteur du film Adieu, je reste (The Goodbye Girl) pour lequel il écrivit la chanson-thème, puis se consacra à temps plein à sa vie familiale ainsi qu'à son ranch.

### Retour et fin
Après des années de lutte et de conflits professionnels, David Gates et Jimmy Griffin sont parvenus à une réconciliation, mais 2005 est une année de deuil pour les fans de Bread, car, à quelques mois d'intervalle, le chanteur Jimmy Griffin et le batteur Mike Botts décèdent. Larry Knechtel est resté actif dans le monde musical, jusqu'au 20 août 2009 lorsqu’il meurt d’une attaque cardiaque. Son nom est connu, notamment, pour son rôle de pianiste dans la chanson Bridge over Troubled Water de Simon & Garfunkel.
En mars 2014, Helter Skelter Publishing (UK) publie la première biographie du groupe intitulée Bread: A Sweet Surrender (originellement appelée Manna from Heaven: The Musical Rise and Fall of Bread),.

## Membres

### Anciens membres
- David Gates – chant, basse, guitare, claviers, violon, alto, percussions (1968–1973, 1976–1978, 1996–1997)
- Jimmy Griffin – chant, guitare, claviers, percussion (1968–1973, 1976–1977, 1996–1997 ; décédé en 2005)
- Robb Royer – basse, guitare, flûte, claviers, percussions (1968–1971)
- Larry Knechtel – claviers, basse, guitare, harmonica (1971–1973, 1976–1978, 1996–1997 ; décédé en 2009)
- Mike Botts – batterie, percussions (1969–1973, 1976–1978, 1996–1997 ; décédé en 2005)

## Discographie

### Albums studio
| Année | Titre                  | Label   | Statut[réf. nécessaire] | Classement Billboard 200[réf. nécessaire] |
| 1969  | Bread                  | Elektra | /                       | #127                                      |
| 1970  | On the Waters          | Elektra | Or                      | #12                                       |
| 1971  | Manna                  | Elektra | Or                      | #21                                       |
| 1972  | Baby I'm-a Want You    | Elektra | Or                      | #3                                        |
| 1972  | Guitar Man             | Elektra | Or                      | #18                                       |
| 1977  | Lost Without Your Love | Elektra | Or                      | #26                                       |

### Compilations
| Année | Titre                           | Label                              | Statut[réf. nécessaire]               |
| 1973  | The Best of Bread               | Elektra                            | Multi-disque de diamant (20 millions) |
| 1974  | The Best of Bread, Volume Two   | Elektra                            | Disque d'or                           |
| 1982  | The Sound of Bread              | K-tel                              | /                                     |
| 1985  | Anthology of Bread              | Elektra                            | Multi-disque de platine (6 millions)  |
| 1991  | The Very Best of Bread          | Pickwick International Inc. (R.-U) | /                                     |
| 1996  | Retrospective                   | Elektra                            | /                                     |
| 2002  | Make It with You and Other Hits | Flashback Records                  | /                                     |
| 2006  | The Definitive Collection       | Elektra/Rhino                      | /                                     |

### Singles
| Date          | Titre                             | Classement Billboard Hot 100[réf. nécessaire] | Classement UK Singles Chart[réf. nécessaire] |
| Juillet 1970  | Make It With You (disque d'or)    | 1                                             | 5                                            |
| Octobre 1970  | It Don't Matter to Me             | 10                                            |                                              |
| Janvier 1971  | Let Your Love Go                  | 28                                            |                                              |
| Avril 1971    | If                                | 4                                             |                                              |
| Août 1971     | Mother Freedom                    | 37                                            |                                              |
| Novembre 1971 | Baby I'm-a Want You (disque d'or) | 3                                             | 14                                           |
| Février 1972  | Everything I Own                  | 5                                             | 32                                           |
| Mai 1972      | Diary                             | 15                                            |                                              |
| Août 1972     | The Guitar Man                    | 11                                            | 16                                           |
| Novembre 1972 | Sweet Surrender                   | 15                                            |                                              |
| Février 1973  | Aubrey                            | 15                                            |                                              |
| Décembre 1976 | Lost Without Your Love            | 9                                             | 27                                           |